# 東和賀郡

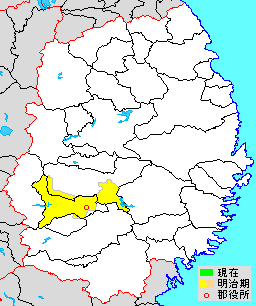
岩手県東和賀郡の範囲

東和賀郡（ひがしわがぐん）は、岩手県にあった郡。

## 郡域
明治12年（1879年）に行政区画として発足した当時の郡域は、北上市の大部分（稲瀬町・口内町を除く）、花巻市の一部（中笹間・北笹間・南笹間・轟木・栃内・横志田・尻平川および東和町各町）、胆沢郡金ケ崎町の一部（六原）にあたる。

## 歴史

### 郡発足までの沿革
- 幕末時点では陸奥国に所属し、全域が盛岡藩領であった。「旧高旧領取調帳」に記載されている、和賀郡（第1次）のうち後の本郡域の明治初年時点での村は以下の通り。（61村）

黒沢尻村、藤沢村、上鬼柳村、下鬼柳村、上江釣子村、下江釣子村、北鬼柳村、鳩岡崎村、滑田村、新平村、南笹間村、中笹間村、北笹間村、横志田村、栃内村、尻平川村、轟木村、成田村、村崎野村、二子村、安俵村、東晴山村、晴山館迫村、十二箇村、落合村、上小山田村、下小山田村、北成島村、南成島村、中内村、毒沢村、小通村、臥牛村、更木村、平沢村、湯沢村、黒岩村、立花村、宮田村、石持村、浮田村、駒籠村、倉沢村、小原村、砂子村、谷内村、小友村、館迫村、町井村、鷹巣堂村、田瀬村、飯豊村、岩崎新田、煤孫村、山口村、岩崎村、長沼村、藤根村、横川目村、竪川目村、後藤村
- 明治元年
  - 12月7日（1869年1月19日）
    - 陸奥国が分割され、本郡は陸中国の所属となる。
    - 盛岡藩が戊辰戦争後の処分により、領地を没収される。信濃松本藩取締地となり、花巻県を称する[6]。

  - 12月24日（1869年2月5日） - 旧・盛岡藩が磐城白石藩に転封。
- 明治2年
  - 7月22日（1869年8月29日） - 白石藩が盛岡藩に転封。上記飯豊村以下10村が再び盛岡藩領となる。
  - 8月18日（1869年9月23日） - 花巻県が江刺県に編入。
- 明治4年
  - 7月10日（1871年8月15日） - 盛岡藩が廃藩。盛岡県（第2次）が発足し、旧・盛岡藩領を管轄。
  - 11月2日（1871年12月13日） - 第1次府県統合により、全域が盛岡県（第3次）の管轄となる。
- 明治5年1月8日（1872年2月16日） - 盛岡県（第3次）が岩手県に改称。
- 明治11年（1878年）11月26日（62村）
  - 郡区町村編制法の岩手県での施行により、行政区画としての和賀郡が発足。
  - 胆沢郡相去村の所属郡が本郡に変更。

### 郡発足以降の沿革

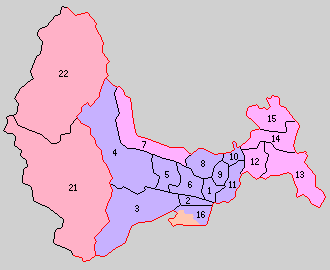
1.黒沢尻町 2.鬼柳村 3.岩崎村 4.横川目村 5.藤根村 6.江釣子村 7.笹間村 8.飯豊村 9.二子村 10.更木村 11.立花村 12.中内村 13.谷内村 14.十二鏑村 15.小山田村 16.相去村（紫：北上市 桃：花巻市 橙：胆沢郡金ケ崎町。21 - 22は西和賀郡）

- 明治12年（1879年）1月4日 - 和賀郡（第1次）が分割し、黒沢尻村ほか62村の区域をもって東和賀郡が発足。郡役所が黒沢尻村に設置。（62村）
- 明治22年（1889年）4月1日 - 町村制の施行により、以下の町村が発足。特記以外は現・北上市。（1町15村）
  - 黒沢尻町 （黒沢尻村が単独町制）
  - 鬼柳村 ← 上鬼柳村、下鬼柳村
  - 岩崎村 ← 岩崎村、岩崎新田、煤孫村、山口村
  - 横川目村 ← 横川目村、竪川目村
  - 藤根村 ← 藤根村、後藤村、長沼村
  - 江釣子村 ← 上江釣子村、下江釣子村、滑田村、新平村、鳩岡崎村、北鬼柳村
  - 笹間村 ← 北笹間村、中笹間村、南笹間村、轟木村、栃内村、横志田村、尻平川村（現・花巻市）
  - 飯豊村 ← 飯豊村、成田村、村崎野村、藤沢村
  - 二子村（単独村制）
  - 更木村 ← 更木村、臥牛村
  - 立花村 ← 立花村、平沢村、黒岩村、湯沢村
  - 中内村 ← 中内村、毒沢村、駒籠村、宮田村、浮田村、石持村、落合村、小通村、南成島村（現・花巻市）
  - 谷内村 ← 谷内村、倉沢村、砂子村、小友村、鷹巣堂村、館迫村、晴山館迫村、町井村、小原村、田瀬村（現・花巻市）
  - 十二鏑村 ← 十二箇村、東晴山村、安俵村、北成島村（現・花巻市）
  - 小山田村 ← 上小山田村、下小山田村（現・花巻市）
  - 相去村 （単独村制。現・北上市、胆沢郡金ケ崎町）
- 明治30年（1897年）4月1日 - 郡制の施行により、以下の変更が行われる。同日東和賀郡廃止。
  - 西和賀郡および東和賀郡の大部分（相去村を除く）の区域をもって、和賀郡（第2次）が発足。
  - 相去村が胆沢郡に復帰。

## 行政
歴代郡長
| 代 | 氏名 | 就任年月日               | 退任年月日                | 備考                               |
| -- | ---- | ------------------------ | ------------------------- | ---------------------------------- |
| 1  |      | 明治12年（1879年）1月4日 |                           |                                    |
|    |      |                          | 明治30年（1897年）3月31日 | 西和賀郡との合併により東和賀郡廃止 |